# Mil Mi-24
El Mil Mi-24 (en ruso: Ми-24; designación OTAN: Hind) es un helicóptero artillado y helicóptero de ataque de gran tamaño y con capacidad limitada para transporte de tropas producido por la Fábrica de helicópteros Mil de Moscú desde comienzos de los años 1970. Entre las variantes del Mi-24 se encuentran las versiones de exportación Mi-25 y Mi-35. 
Es utilizado desde 1972 por la Fuerza Aérea Soviética, sus sucesores, y alrededor de medio centenar de naciones más. Los pilotos soviéticos apodaron a este helicóptero como "tanque volador" (en ruso: летающий танк, letayushchi tank). Otros nombres no oficiales que recibió fueron крокодил, Krokodil ("Cocodrilo"), debido al nuevo diseño de camuflaje del helicóptero, y Stakan ("Vaso de vidrio"), debido a las grandes ventanas de cristal plano que rodeaban la cabina triplaza de la primera versión Mi-24.

## Desarrollo

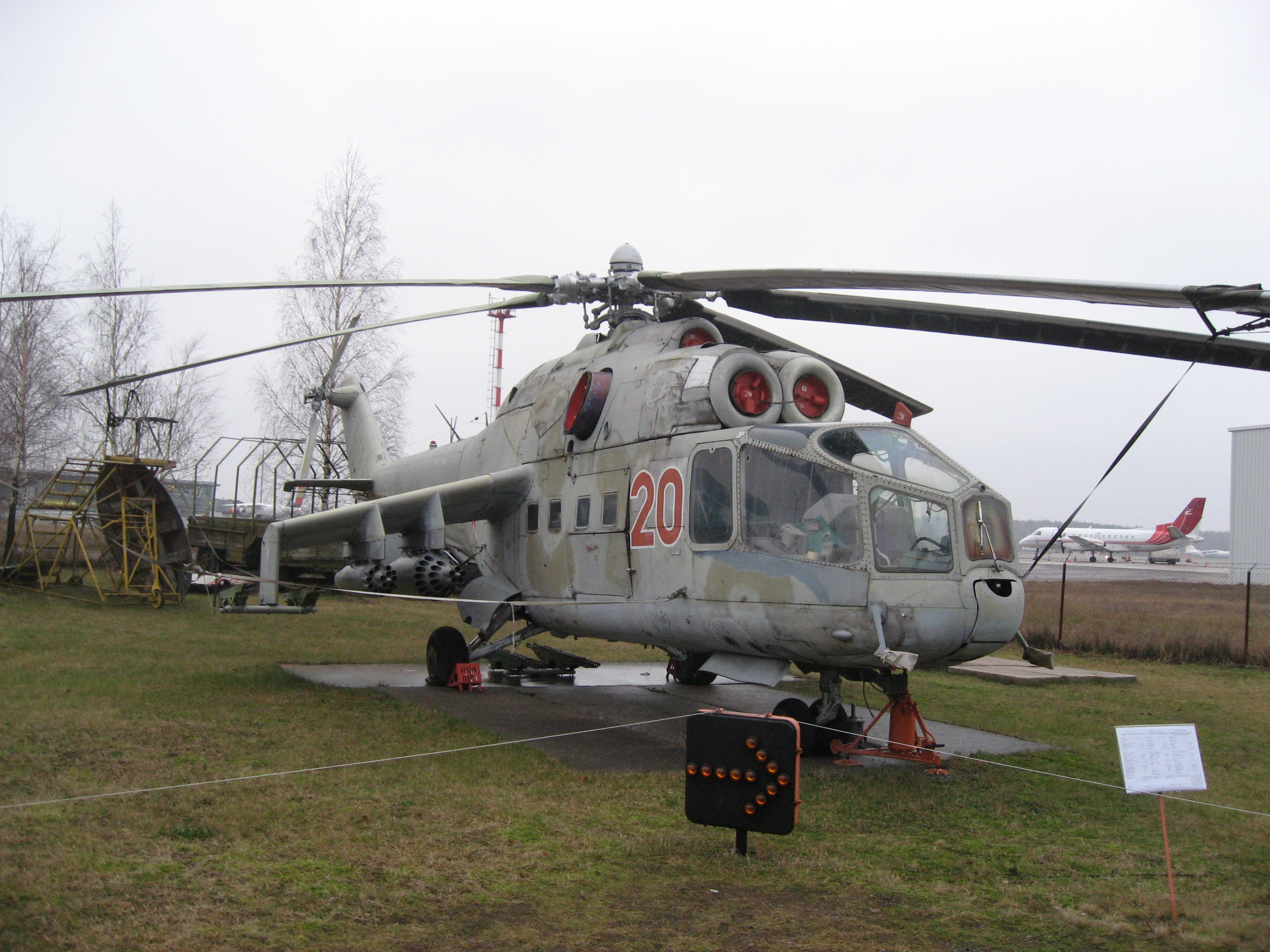
Mi-24A, primera versión de producción, con su cabina triplaza de cristales planos.

A principios de los años 1970, mientras el Ejército de los Estados Unidos concluía que el helicóptero de ataque AH-56 Cheyenne debía ser sustituido por un nuevo tipo avanzado (el AH-64 Apache), la URSS puso en circulación el Mil Mi-24.
El Mi-24 pasó de la mesa de dibujo a pruebas de vuelo en 1968 en menos de 18 meses. Es diferente del Apache y del Cheyenne; posiblemente su equivalente occidental más próximo sea el Sikorsky S-67 Blackhawk, desarrollado entre 1970 y 1972, utilizando como base de diseño la instalación motriz y el rotor de la popular y rentable serie S-61/H-3.
El Mi-24, asimismo, presenta algunos componentes comunes con el principal helicóptero medio soviético en aquel momento, el Mil Mi-8, y, al igual que el S-67, cuenta con un sistema de rotor de tipo convencional, de la categoría de los totalmente articulados. En otras palabras, utiliza una de las modalidades más clásicas y mejor probadas de fijar las palas del rotor a la cabeza del mismo. Es, sin duda una solución eficaz y que comporta pocas dificultades de desarrollo, si bien incorporando algunos rasgos más avanzados en aras a la obtención de una mayor maniobrabilidad.
Los primeros modelos fueron enviados a las Fuerzas Armadas para su evaluación en 1971. El Hind-A tenía un buen número de problemas: rotación lateral, puntería del armamento y visibilidad limitada para el piloto. Un gran rediseño de la sección frontal del helicóptero resolvió la mayoría de estos problemas.

### Los problemas
El tamaño y el peso relativamente altos del fuselaje limitan su resistencia y la maniobrabilidad. En los giros pronunciados puede perder estabilidad (esto se notó durante las pruebas realizadas en 1969 y todavía no se ha podido eliminar completamente). Para contrarrestar esta vulnerabilidad La URSS utilizan el helicóptero en pares o en grupos mayores, realizando ataques coordinados con cuidado para dañar múltiples zonas simultáneamente. Otra debilidad es la posibilidad de que el rotor principal golpee la cola durante maniobras violentas. Su alto peso al estar cargado puede limitar también su eficiencia como helicóptero de combate. Ciertos militares sostienen que con un cargamento pesado, el Mi-24 precisa despegar como un avión al no poder elevarse verticalmente.

## Diseño

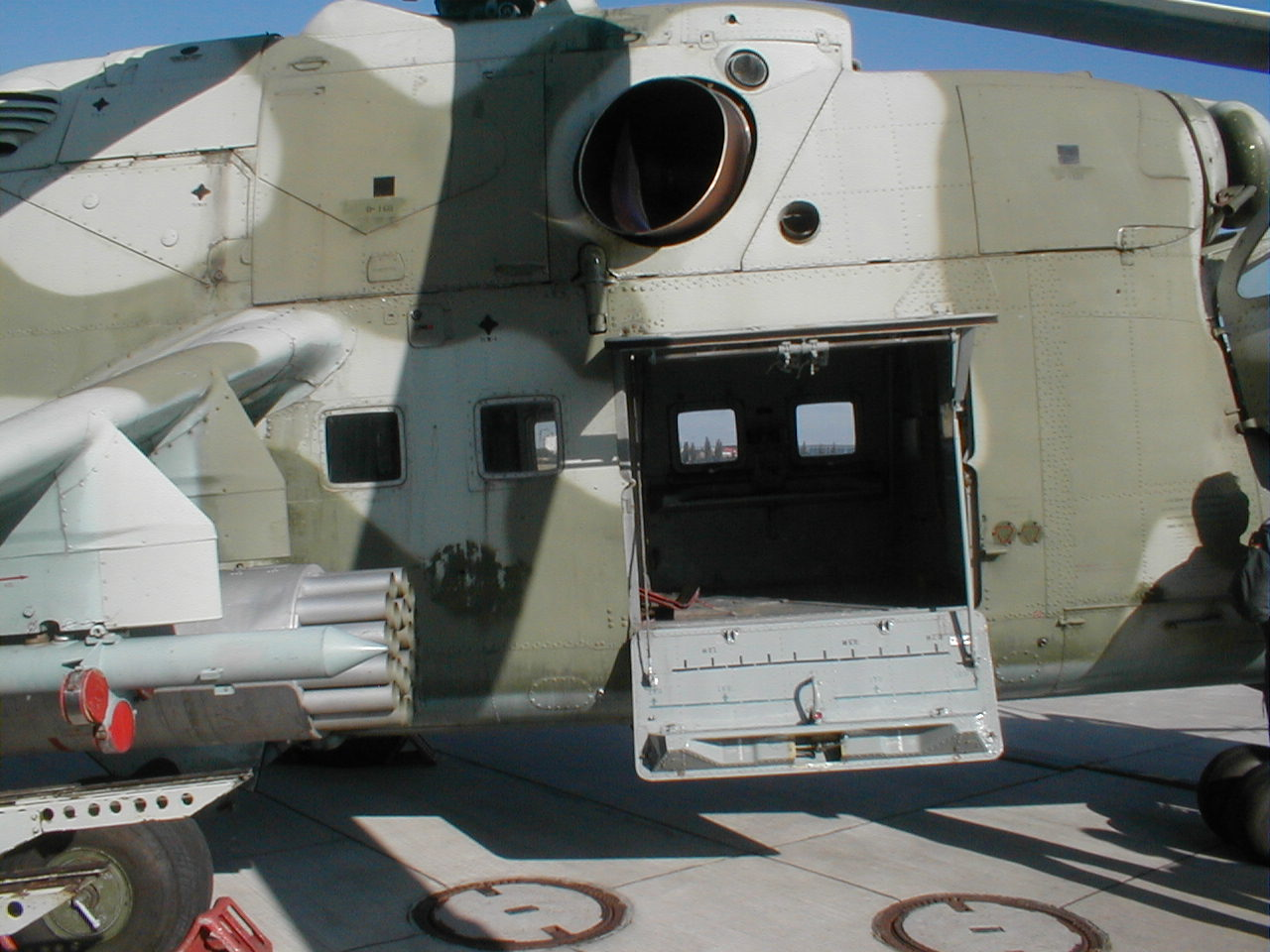
Puerta lateral del compartimento de tropas del Mi-24.

El núcleo del Mi-24 deriva del helicóptero de transporte Mi-8 (designación OTAN: "Hip"): dos motores turboeje en la parte superior que impulsan un rotor principal de cinco palas y 17,3 m montado en el medio y un rotor de cola de tres palas. La configuración de los motores hacen que el helicóptero tenga su distintiva doble toma de aire frontal. Las primeras versiones tenían una cabina de vuelo triplaza con una cubierta angulosa formada por grandes cristales planos; El Modelo D y las posteriores versiones pasaron a tener la típica cabina biplaza en tándem con una cubierta de "doble burbuja". Otros componentes de la estructura fueron tomados del modelo Mi-14 ("Haze"). Dos semialas en la zona central del fuselaje soportan los puntos de anclaje de armamento, cada una de ellas cuenta con tres soportes de armas, y además ofrecen sustentación. La carga de armamento que monta el Mi-24 depende de la misión, que puede ser de apoyo aéreo cercano, operaciones antitanque o combate aéreo.

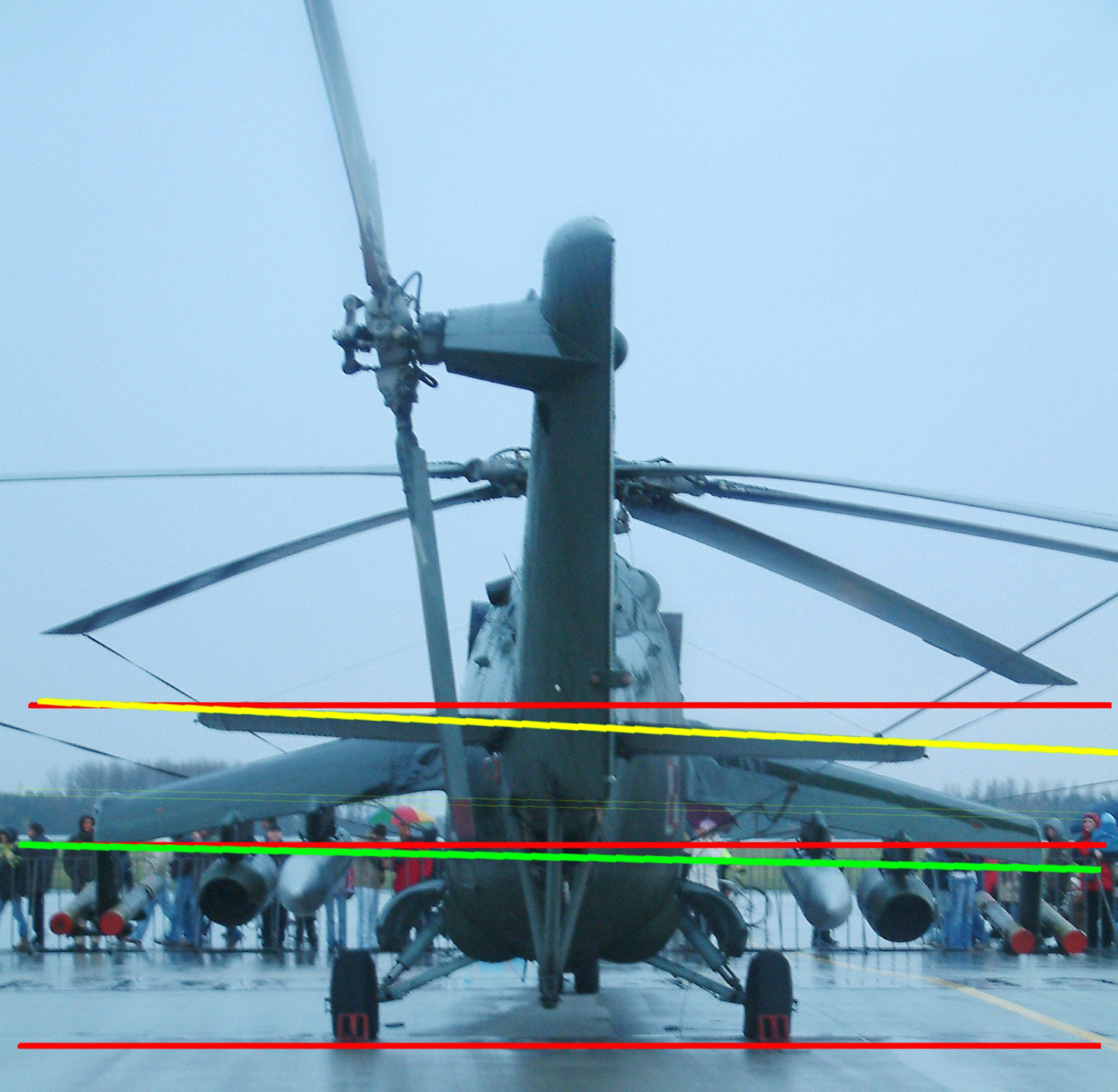
Inclinaciones señaladas en un Mi-24W de la Aviación de las Fuerzas Terrestres de Polonia.

El fuselaje está fuertemente blindado y puede resistir impactos de munición calibre .50 (12,7 mm) desde todos los ángulos, incluso en las palas de titanio del rotor. La cabina está más protegida aún con una bañera de titanio y puede resistir impactos de proyectiles de cañón de 37 mm. La cabina y el compartimento de los tripulantes están sobrepresurizados para proteger a los ocupantes de condiciones NRBQ (nucleares, radiológicas, biológicas y químicas). Junto con el HAL LCH y el gigantesco Mi-26, son los únicos helicópteros del mundo con cabina presurizada que se han producido en serie. El compartimiento posterior no está presurizado.
Se prestó especial atención en hacer el Mi-24 un helicóptero veloz. El fuselaje tiene forma aerodinámica, y está equipado con un tren de aterrizaje triciclo retráctil para reducir la resistencia aerodinámica. Las semialas proporcionan una considerable sustentación a altas velocidades, hasta un cuarto de la fuerza de sustentación total. El rotor principal está inclinado 2,5° hacia la izquierda del fuselaje para contrarrestar la disimetría de sustentación a altas velocidades y proporcionar una plataforma de disparo más estable. El tren de aterrizaje también está inclinado, pero hacia la derecha para que el rotor permanezca nivelado cuando el aparato se encuentra en tierra, quedando el resto de la estructura inclinada hacia la derecha. La cola también es asimétrica para que genere una fuerza lateral a alta velocidad, ahorrando por tanto potencia en el rotor de cola.

### Comparación con los helicópteros occidentales

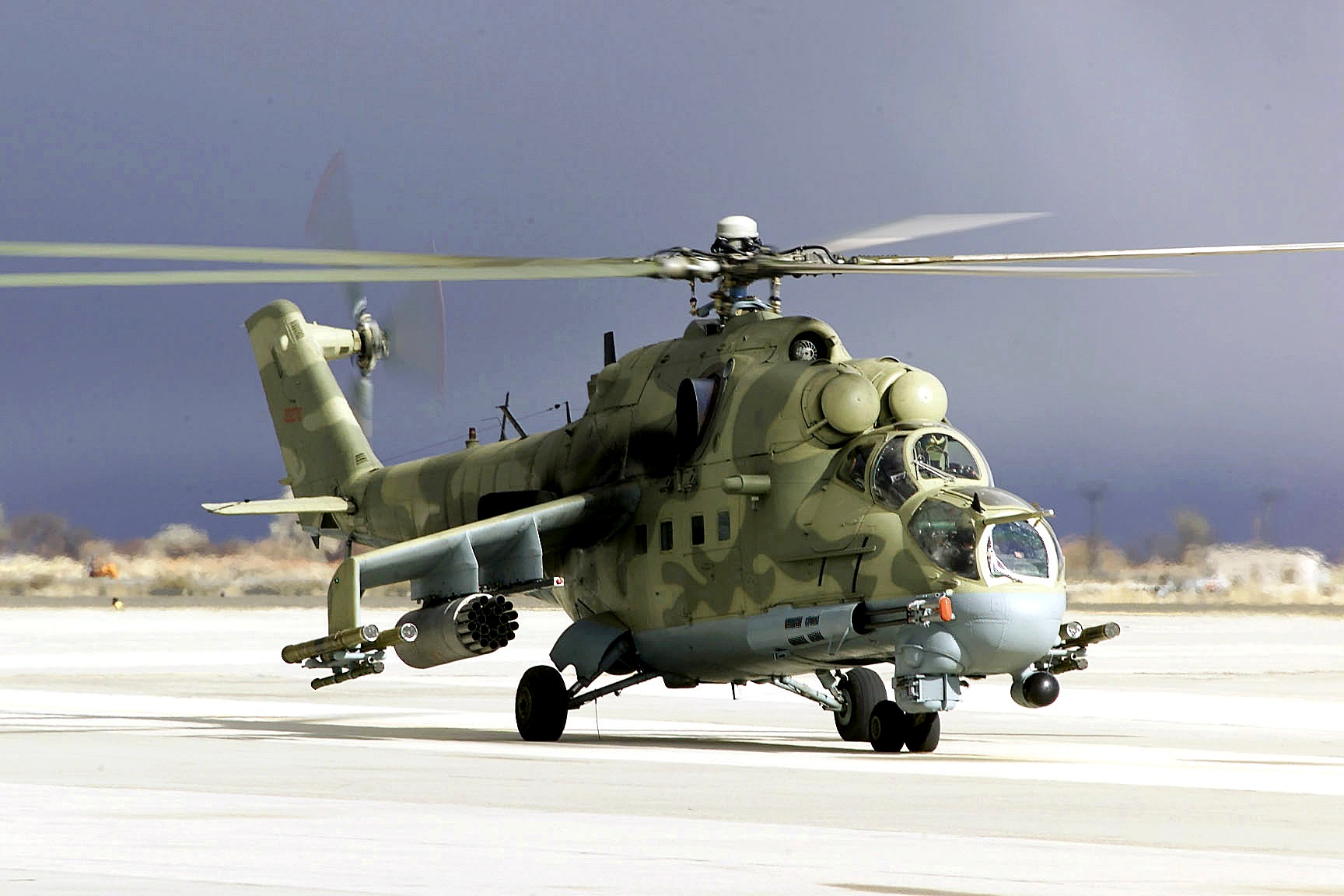
Mi-24 con cañón automático Gryazev-Shipunov GSh-30-2 en su proa del Centro de Evaluación y Pruebas del Ejército de EE. UU.

Como helicóptero que combina las funciones de ataque y transporte de tropas, el Mi-24 nunca tuvo una contrapartida directa en la OTAN. Aunque los helicópteros UH-1 Iroquois fueron usados en Vietnam para transportar tropas y también como helicópteros artillados, éstos no eran capaces de realizar ambas tareas al mismo tiempo. Convertir un UH-1 en un helicóptero artillado significaba desmontar toda la zona de pasajeros para alojar la munición y el combustible adicional, eliminando la capacidad de transporte de tropas. En cambio, el Mi-24 fue diseñado para realizar las dos tareas al mismo tiempo, y esto fue enormemente explotado por las unidades aerotransportadas del Ejército Soviético durante la Guerra soviética en Afganistán entre 1980 y 1989. El equivalente occidental más cercano fue el Sikorsky S-67, del que solo se construyó uno que fue destruido en un accidente en 1974, y que usaba muchos de los mismos principios de diseño y también fue creado como un helicóptero de ataque de alta velocidad y maniobrabilidad con un limitada capacidad de transporte de tropas; y, al igual que el Mi-24, también fue diseñado utilizando muchos componentes de un producto ya existente, el Sikorsky S-61. El S-67, sin embargo, nunca entró en servicio. Otros helicópteros occidentales relativamente similares son el MH-60L Direct Action Penetrator estadounidense, una versión de propósito especial del UH-60 Black Hawk que es capaz de montar una serie de armamento en sus estructuras alares incluyendo misiles AGM-114 Hellfire y cohetes Hydra 70, el Sikorsky AH-60L Arpía III y el Sikorsky AH-60L Arpía IV de la Fuerza Aérea Colombiana, una transformación del Black Hawk realizada conjuntamente entre Sikorsky Aircraft, Elbit Systems y la Fuerza Aérea Colombiana que incluye gran cantidad de armamento.

## Variantes

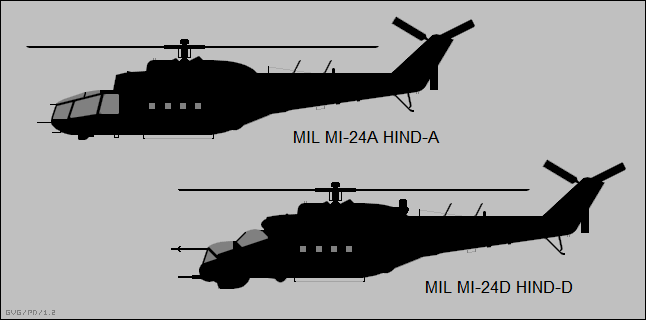
Comparación entre la cabina de un Mi-24A y un Mi-24D.

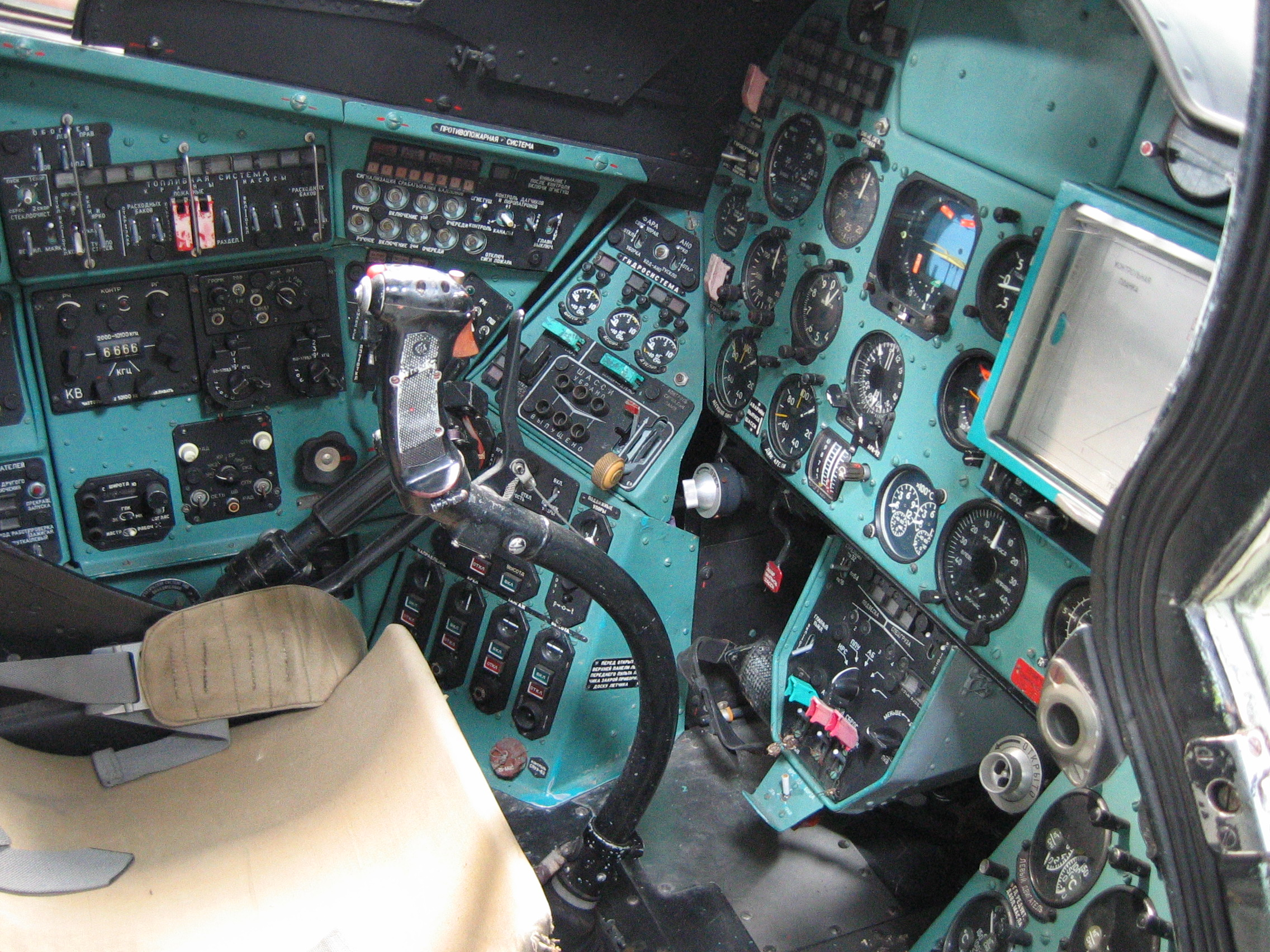
Cabina de un Mi-24D

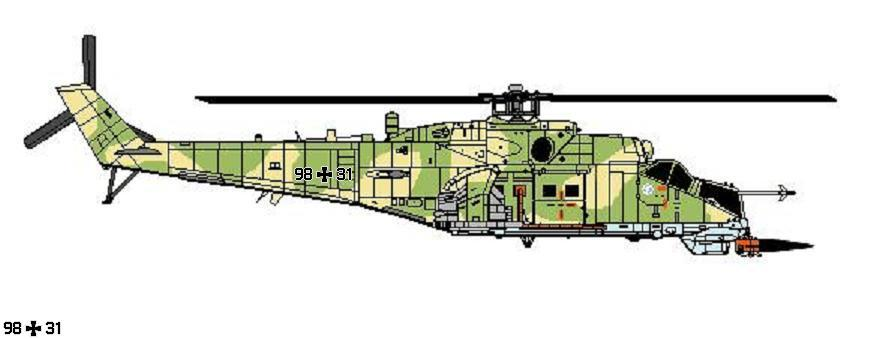
Mi-24D en pruebas con misil Hawk en lugar de la ametralladora bajo el morro

- V-24 — Primera versión con 12 prototipos y modelos para desarrollo. Los primeros modelos estáticos eran similares al Bell UH-1A Huey, los posteriores se parecían al futuro Hind-A, uno fue modificado en 1975 y denominado A-10 para intentar récords de velocidad, con las alas retiradas y con la cabeza del rotor principal protegida por silenciadores de tipo inercial, el A-10 alcanzó los 368 km/h.
- Mi-24 (Hind-A) — Versiones inicial como helicóptero armado de asalto, que podía transportar 8 soldados y 3 tripulantes o transportar 4 lanzadores de cohetes de 57 mm en 4 pilones sub-alares, 4 misiles antitanque MCLOS 9M17 Phalanga (AT-2 Swatter) en 2 rieles sub-alares, 4 bombas convencionales, así como una ametralladora calibre 12,7 mm en el morro. Fue el primer modelo de producción.
- Mi-24B (Hind-A) — Serie de modelos experimentales del Hind-A, uno de los cuales fue empleado para probar el rotor de cola Fenestron.
- Mi-24F (Hind-A) — Modificado con 7 costillas de refuerzo en el fuselaje a la altura de las bases de las alas y las antenas IFF SRO-2M Khrom ("Odd Rods" o varillas desiguales) reubicadas desde la cubierta de la cabina al radiador del aceite; se alargó e inclinó hacia abajo el tubo de escape APU. Esta denominación podría no ser la oficial.
- Mi-24A (Hind-B) — Segundo modelo de producción. Sin la ametralladora rotativa de 4 cañones calibre 12,7 mm Yak-B bajo el morro. Tanto el Mi-24 como el Mi-24A entraron en servicio con la Fuerza Aérea de la Unión Soviética en 1972.
- Mi-24U (Hind-C) — Versión de entrenamiento sin ametralladora bajo el morro ni pilones para armamento en los extremos de las alas.
- Mi-24BMT - Versión transformada en barreminas, un pequeño número de Mi-24 fueron convertidos.
- Mi-24D (Hind-D) — Más cerca de un helicóptero artillado que variantes anteriores. Morro rediseñado con 2 cabinas separadas para piloto y artillero, una sola ametralladora rotativa Yak-B calibre 12,7 mm bajo el morro; podía transportar 4 lanzadores de cohetes de 57 mm, 4 misiles antitanque SACLOS 9M17 Phalanga (mejora significativa comparada con sistema MCLOS del Mi-24A), además de bombas y otras armas. Entró en producción en 1973. Un Mi-24D fue vendido a Polonia en 1994 y empleado en 1996 para pruebas con la ojiva de un misil Hawk en lugar de la ametralladora bajo el morro. Tuvo una modificación sin identificar en la ventana que da a estribor de la cabina trasera.
- Mi-24DU — Versión de entrenamiento con doble juego de mandos. Un pequeño número de Mi-24D fueron construidos como DU.
- Mi-24PTRK — Un Mi-24D modificado para probar el sistema de misiles Shturm V para el Mi-24V.
- Mi-24V (Hind-E) — Desarrollo posterior producido en 1976, visto por Occidente recién a comienzos de los 80. Armado con misil 9M114 Shturm (AT-6 Spiral), 8 misiles montados en 4 pilones sub-alares. Fue la versión más ampliamente producida con más de 1500 unidades. En Polonia fue denominado Mi-24W. Un Mi-24V fue mencionado como Mi-24T por razones desconocidas.
- Arsenal Mi-24V upgrade — Actualización ucraniana del Mi-24V
- Mi-24VP (Hind-E Mod) — Versión del Mi-24V con cañón automático doble GSh-23 en una torreta móvil en lugar de la ametralladora rotativa. Hecho en 1985, entró en servicio en 1989; solo 25 fabricados.[8] Un Mi-24VP voló con el rotor de cola Delta-H del Mi-28.
- Mi-24VU (Hind-E) — Versión india de entrenamiento del Mi-24V (Hind-E).
- Mi-24VD — Esta versión fue producida en 1985 para probar un cañón defensivo montado en la parte trasera del helicóptero.
- Mi-24P (Hind-F) — Con cañón automático doble GSh-30K de 30 mm fijado lateralmente en lugar de ametralladora rotativa calibre 12,7 mm.
- Mi-24P-2 — Versión actualizada del Mi-24P.
- Mi-24G (Hind-F) — Versión a pedido de un Mi-24P con un cañón automático montado a estribor.
- Mi-24 TECh-24 "Taller de Reparaciones Móvil" — Versión experimental del Hind-F, para probar su capacidad de recuperar aviones derribados.
- Mi-24RKhR (Hind-G1) — Modelo de reconocimiento de zonas contaminadas, diseñado para recolectar muestras radioactivas, biológicas y químicas. Visto por primera vez durante el accidente nuclear de Chernobil. También es conocido como Mi-24R, Mi-24RK y Mi-24RKh (Rch).
- Mi-24RA (Hind-G1 Mod) — Nueva versión del Mi-24V.
- Mi-24RR — Modelo de reconocimiento para zonas contaminadas con elementos radioactivos, derivado del Mi-24R.
- Mi-24K (Hind-G2) — Helicóptero de reconocimiento y observación artillera del Ejército.
- Mi-24 con Modificaciones de campo en Afganistán — El blindaje de la cabina de pasajeros y los silenciadores de los tubos de escape eran frecuentemente retirados. Debido a los disparos accidentales al cambiar de posición, el ametrallador de la puerta tenía a su disposición una ametralladora a babor y otra a estribor. También se solía llevar a bordo armas pesadas para defensa personal y cohetes de repuesto para recargar los lanzadores en el campo de batalla.[9]
- Mi-24 HMOSP Tamam — Actualización israelí.
- Mi-24M — Modelo actualizado del Mi-24.
- Mi-24VM — Versión del Mi-24V con aviónica actualizada para mejorar operación nocturna, nuevo equipo de comunicaciones, alas más cortas y ligeras, y sistema de armas actualizado para los misiles Ataka, Shturm, Igla-V y un cañón automático calibre 23 mm. Además otros cambios internos para aumentar la vida útil del helicóptero y facilitar su mantenimiento. Se espera que el Mi-24VM sea empleado hasta el 2015.
- Mi-24VN (Hind-E) — Versión de ataque nocturno basada en un Mi-24V en Etapa 1 de configuración Mi-24VM.
- Mi-24PM — Versión actualizada del Mi-24P que emplea la misma tecnología del Mi-24VM.
- Mi-24PN — Versión con cámara de televisión y cámara FLIR en un domo del morro, emplea alas y aspas de la hélice principal del Mi-28, así como trenes de aterrizaje fijos en lugar de retráctiles. Es el principal helicóptero de ataque ruso, planeando como estándar para su flota, recibiendo 14 Mi-24PN en el 2004.[10]
- Mi-24PS — Versión para la Policía o las Fuerzas Especiales, equipada con una cámara FLIR, faro rastreador, sistema de altoparlantes PA y anclajes para cuerdas de descenso.
- Mi-24E — Versión para investigaciones medioambientales, llamada también Mi-24 de Muestreo Ecológico.
- Mi-25 — Versión para exportación del Mi-24D.

- Mi-35 (Hind-F) — Versión para exportación del Mi-24V.
- Mi-35U — Versión de entrenamiento sin armas del Mi-35.
- Mi-35P — Versión de exportación del Mi-24P, con motores TV3-117M, velocidad máxima de 330 km/h, alcance aprox. de 500 km y techo de vuelo de 5.700 m. Su arma principal es un cañón bitubo GSH-30K de 30 mm. montado a la derecha del fuselaje con 750 proyectiles. Adicionalmente puede llevar pods de cañones UPK-23-250 de 23 mm., cohetes S-5 de 57 mm., S-8 de 80, S-13 de 122 y S-24B de 240 mm.[11]
- Mi-35M (Mi-35M1) — Versión de ataque nocturno para exportación, viene equipada con sensores y aviónica occidentales.
- Mi-35M2 — Versión actualizada del Mi-35M.
- Mi-35M3 — Versión del Mi-24VM para exportación.

- Mi-24 SuperHind Mk.II — Versión con aviónica occidental actualizada, producida por la compañía sudafricana Advanced Technologies and Engineering (ATE).[12]
- Mi-24 SuperHind Mk.III/IV — Extensiva actualización operativa del Mi-24 original, que incluye armamento, aviónica y contra-medidas.[13]
- Mi-24 SuperHind Mk.V — La más reciente versión del "SuperHind", con el morro totalmente rediseñado y cabina de transporte abierta.
- Primeros modelos del Mi-28 —  Inicialmente, un Mi-24 de producción temprana (probablemente un Hind-A con las alas retiradas) fue equipado con un tubo para medir la velocidad del aire como una primera prueba para la tecnología del Mi-28. Más tarde, unos cuantos helicópteros Mi-24D fueron equipados con el radomo del Mi-28 para probar conjuntamente las capacidades de puntería, pilotaje y navegación, mientras que a los demás se les rediseñó el fuselaje para que se parezcan al futuro Mi-28 pero con cabinas redondeadas.[14]

## Operadores

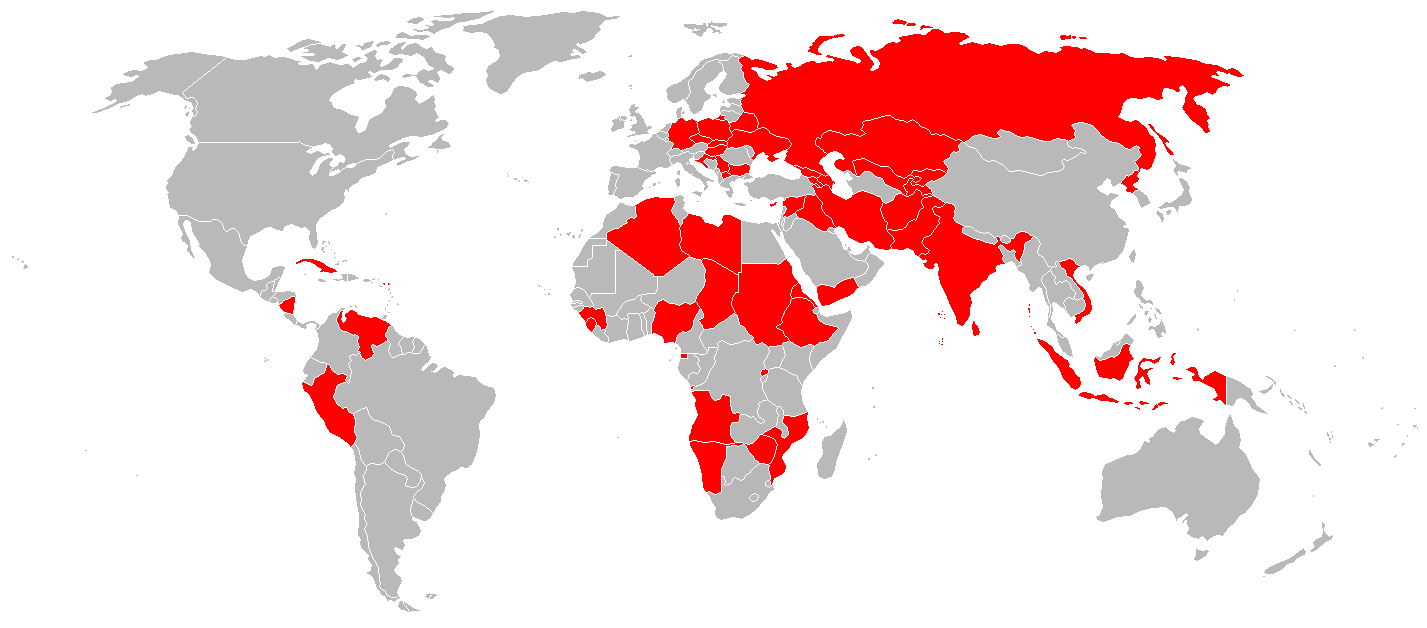
Usuarios de helicópteros Mi-24, Mi-25, y Mi-35.

### Actuales
Afganistán

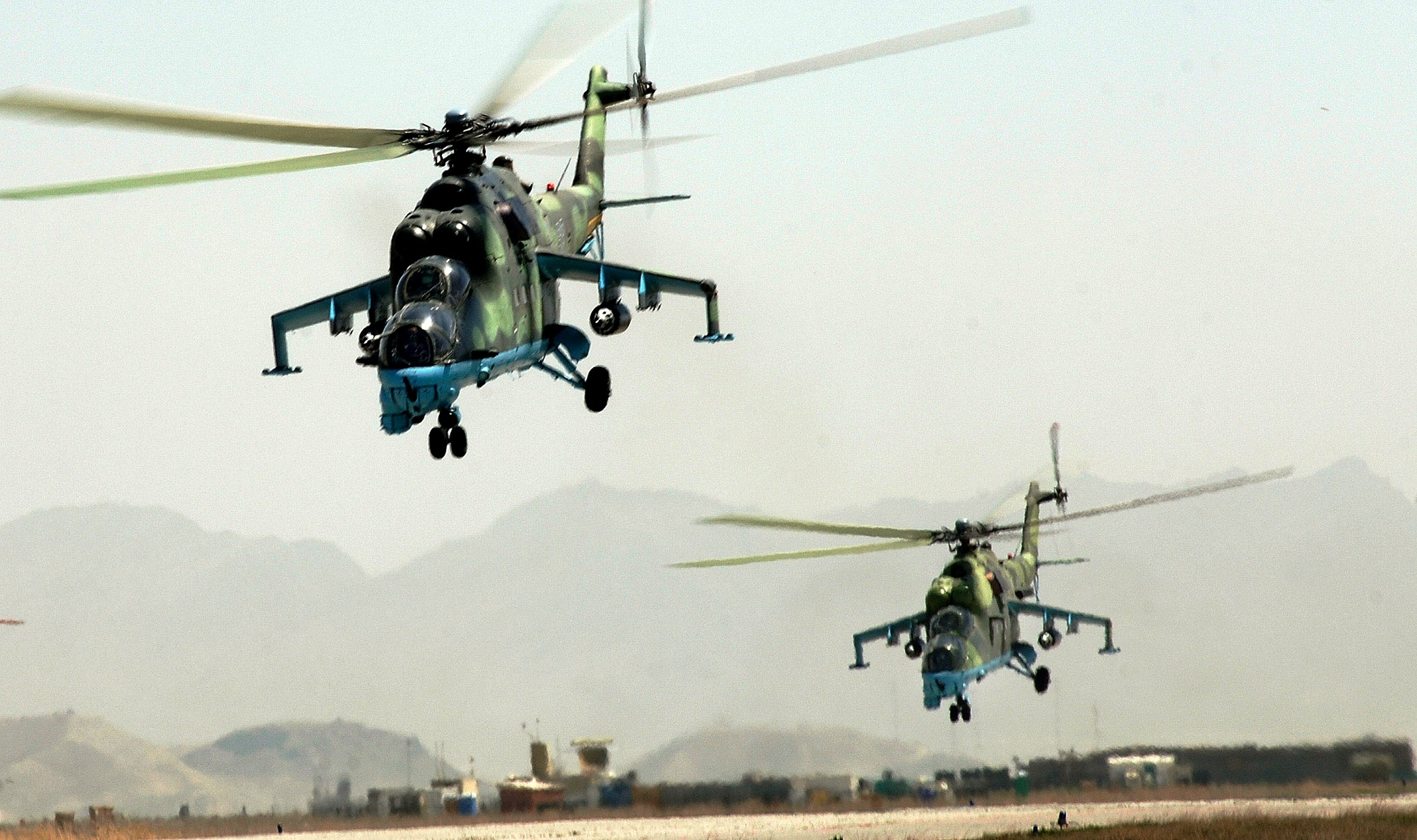
Una pareja de helicópteros Mi-35 del Cuerpo Aéreo del Ejército Nacional Afgano en 2007.

- Fuerza Aérea Afgana: Afganistán recibió unos 115 helicópteros de este tipo a partir de 1979 pero todos acabaron destruidos en los diversos conflictos de la prolongada Guerra Civil Afgana, al igual que la mayoría de aeronaves militares que operaban en el país.[cita requerida] A partir de la Invasión estadounidense de Afganistán, la llegada de las fuerzas de la OTAN y la elección de un nuevo gobierno democrático, actualmente los militares del nuevo gobierno afgano tienen en servicio seis Mi-35, donados por la República Checa al Cuerpo Aéreo del Ejército Nacional Afgano. 
En diciembre de 2015 India entregará cuatro Mi-25 (versión de exportación del Mi-24).[15]

 Angola
- Fuerza Aérea Nacional de Angola. 5 Mi-25 y 10 Mi-35.

 Argelia
- Fuerza Aérea Argelina. 24 Mi-24MKIII.

 Armenia
- La Fuerza Aérea Armenia tiene en servicio (a fecha de 2010) un total de 12 helicópteros Mi-24 de distintas versiones.[16]

 Azerbaiyán
- La Fuerza Aérea y Defensa Aérea Azerbaiyana tiene en servicio (a fecha de enero de 2011) 15 Mi-24, a los que se sumarán 24 Mi-35M encargados en 2010.[17][18][19]

 Bielorrusia
- Fuerza Aérea y Defensa Aérea Bielorrusa. 14 Mi-24V y 12 Mi-24P.

 Birmania
- La Fuerza Aérea de Birmania encargó 10 helicópteros Mi-35 en 2009[20]

 Bulgaria
- Fuerza Aérea de Bulgaria. 18 helicópteros en servicio.[21]

 Burkina Faso
- Fuerza Aérea de Burkina Faso. 2 helicópteros Mi-35 comprados a Rusia en 2005.[cita requerida]

 Chipre
- Las Fuerzas Aéreas de Chipre tienen en servicio (a fecha de 2010) 11 Mi-35P.[22]

 Corea del Norte
- Fuerza Aérea del Ejército Popular Coreano. Un número desconocido de helicópteros Mi-24 (versión Mi-24D o similar).

 Costa de Marfil
- Fuerza Aérea de Costa de Marfil

 Cuba
- Defensa Antiaérea de las Fuerzas Armadas Revolucionarias. 28 Mi-24VM.

 Eritrea
- Fuerza Aérea de Eritrea. 17 Mi-24D/E y 4 Mi-35.

 Estados Unidos
- El Museo del Aire de la Guerra Fría (CWAM) dispone de 2 Mi-24 en el museo del Aeropuerto de Lancaster, al sur de Dallas, Texas.[23]
- El Ejército de los Estados Unidos posee algunos helicópteros "Mi-24" en Fort Bliss, Texas, y Fort Polk, Luisiana, utilizados como adversarios en entrenamiento simulado de combate .[24]
- Además, la Administración Federal de Aviación tiene registrados 7 helicópteros Mi-24 pilotados por civiles.[25]

 Etiopía
- Fuerza Aérea de Etiopía. 15 Mi-24 y 3 Mi-35.

 Georgia

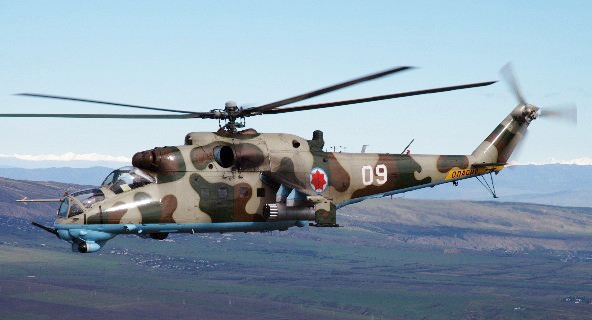
Mi-24 de la Fuerza Aérea Georgiana.

- La Fuerza Aérea Georgiana tenía en servicio al menos doce Mi-24 antes de la Guerra de Osetia del Sur de 2008. Actualmente mantiene en servicio 15 Mi-24V 'Hind-E' y Mi-24P 'Hind-F' fabricados bajo licencia por la fábrica local TAM.

 Guinea
 Guinea Ecuatorial
- Fuerzas Armadas de Guinea Ecuatorial. 5 helicópteros.[26]

 Hungría

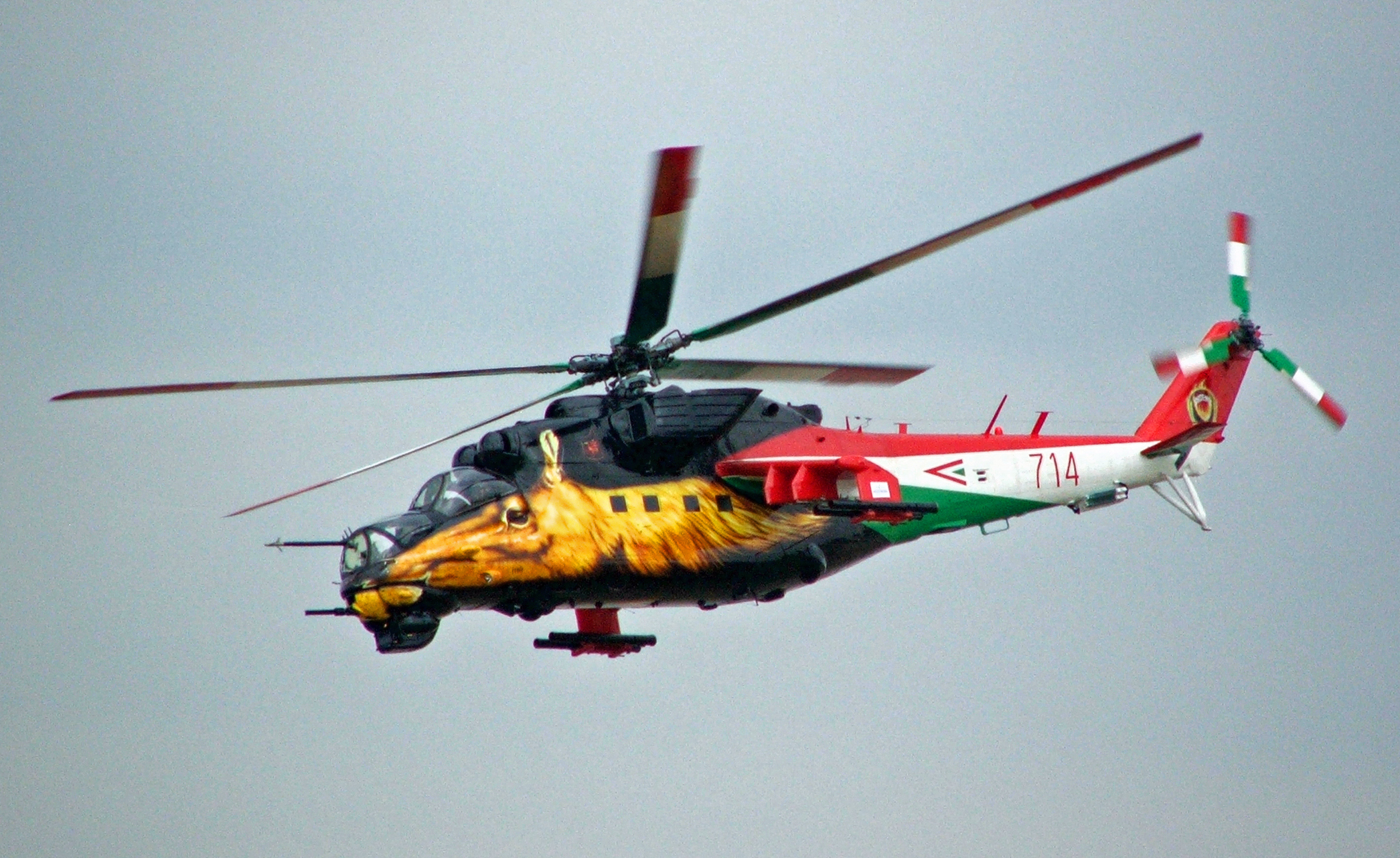
Mi-24 de la Fuerza Aérea Húngara con un diseño de pintura especial durante una exhibición aérea en 2007.

- Fuerza Aérea Húngara. 49 helicópteros recibidos, 20 de ellos procedentes de la antigua Fuerza Aérea del Ejército Popular Nacional  de Alemania Oriental.[27]

 India
- Fuerza Aérea India. 20 helicópteros Mi-35 en servicio en dos escuadrones (No.104 Firebirds y No.125 Gladiators).[28]

 Indonesia
- Las Fuerzas de Tierra del Ejército Nacional de Indonesia cuentan con 8 Mi-35 en servicio.[29]

 Kirguistán
- Fuerza Aérea de Kirguistán. 9 en servicio, 31 almacenados.

 Líbano
- Fuerza Aérea Libanesa. Rusia va a proporcionar helicópteros de este tipo en lugar de 10 cazas MiG-29 ofrecidos en un principio.[30]

 Gran Yamahiriya Árabe Libia Popular Socialista
- La Fuerza Aérea Libia tenía 35 helicópteros Mi-24A/Mi-25/Mi-35 antes de la Guerra de Libia de 2011. Durante la guerra un número desconocido de ellos fueron capturados por los rebeldes para la Fuerza Aérea Libia Libre; dos de ellos fueron destruidos por el Ejército del Aire Francés.

 Libia
- Fuerza Aérea Libia Libre. Durante la Guerra de Libia de 2011 los rebeldes capturaron en el Aeropuerto de Benina al menos dos Mi-25,[31] uno de ellos fue derribado durante el conflicto.[32]

 Macedonia del Norte
- Aviación Militar de Macedonia del Norte. 8 Mi-24V.

 Mali
- Fuerza Aérea de la República de Malí. Dos Mi-24D suministrados por Bulgaria en 2007.[33] En 2016 se ordenaron cuatro Mil Mi-35. Se entregaron en 2017 los dos primeros en enero de 2021 y los dos restantes.[34]

 Mongolia
- Mando de Fuerzas de Defensa Aérea Mongol. 25 Mi-24V.[35]

 Mozambique
 Namibia
- Fuerza Aérea Namibia. Dos Mi-25.[36]

 Nigeria
- Fuerza Aérea Nigeriana.Nueve Mi-35.[37]

 Perú
- Fuerza Aérea del Perú. 16 Mi-25D/DU en proceso de modernización/reparación,[38] y 2 Mi-35P recibidos en abril de 2011.[39]

 Polonia

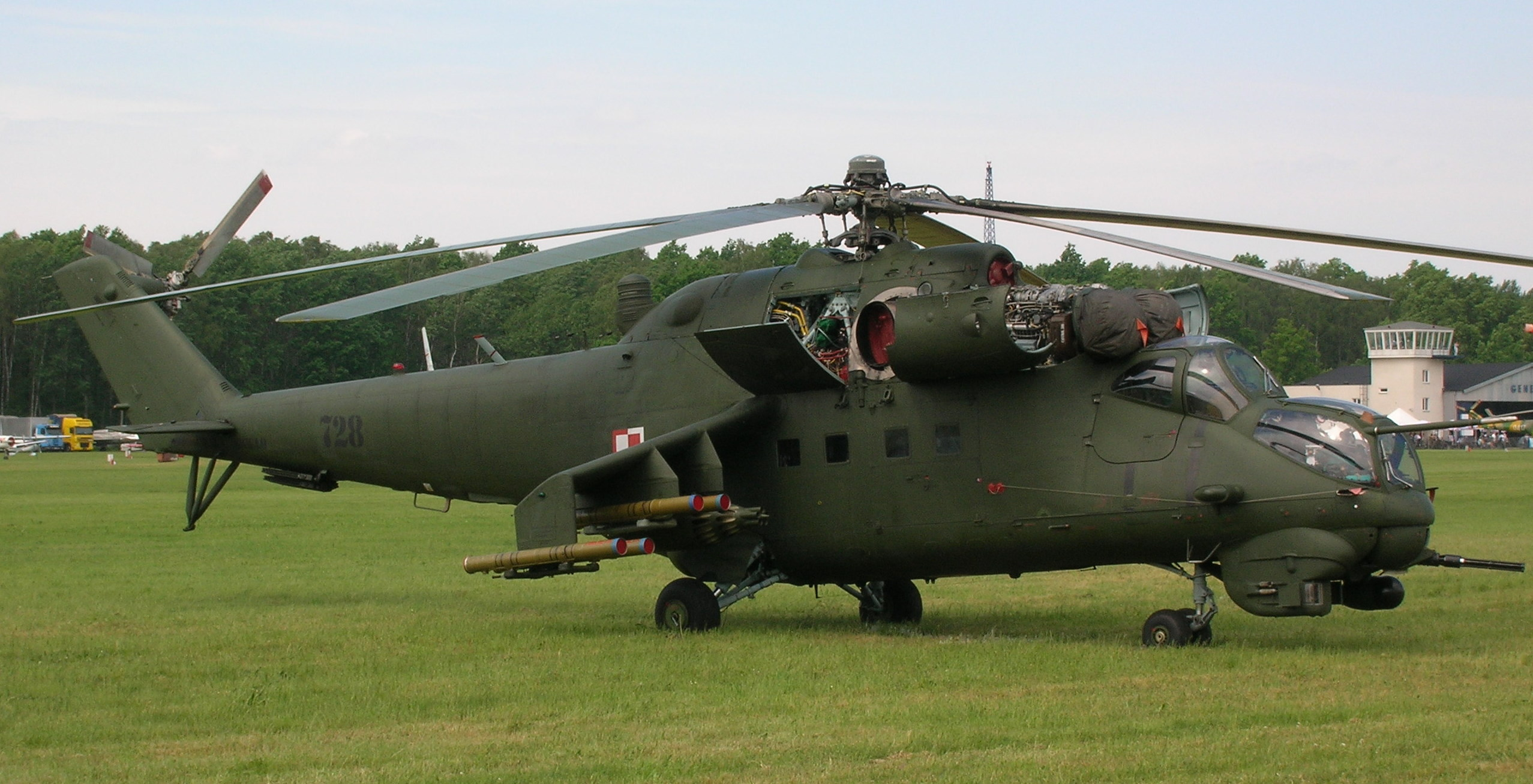
Mi-24W(V) del Ejército Polaco.

- Fuerzas Terrestres de la República Polaca (anteriormente las Fuerzas Aéreas de la República Polaca operaban este tipo de helicópteros)
  - 13 helicópteros Mi-24D en servicio con el 49.º Regimiento de Helicópteros de Combate, con base en Pruszcz Gdański.
  - 16 helicópteros Mi-24W en servicio con el 56.º Regimiento de Helicópteros de Combate Kujawian, con base en Inowrocław.[40]
  - Equipo acrobático Scorpion

 República Checa
- Fuerza Aérea del Ejército de la República Checa. 18 Mi-24V y 10 Mi-35.

 Artsaj
- 5 Mi-24 mostrados en una exhibición militar en 2012.[cita requerida]

 Ruanda
- Fuerza Aérea Ruandesa. 2 helicópteros.

 Rusia
- Fuerza Aérea de Rusia. 360 helicópteros Mi-24 en servicio y 49 Mi-35M pedidos en 2011. (Anteriormente también operaban con este tipo de helicópteros las Fuerzas Terrestres de Rusia).
- Armada de Rusia 20 Mi-24V.

 Senegal
- Ejército del Aire de Senegal. 2 Mi-35 suministrados por Rusia en 2007.

 Siria
- Fuerza Aérea Árabe Siria. Entre 35 y 48 helicópteros (según la fuente).

 Sri Lanka
- Fuerza Aérea de Sri Lanka. 15 helicópteros de las versiones Mi-24D/V/P y Mi-35 en servicio con el 9.º Escuadrón de Helicópteros de Ataque.[41]

 Sudán
- Fuerza Aérea Sudanesa

 Tayikistán
- Tropa Aérea y de Defensa Aérea de Tayikistán. 4 Mi-24 en servicio y 8 almacenados.

 Ucrania

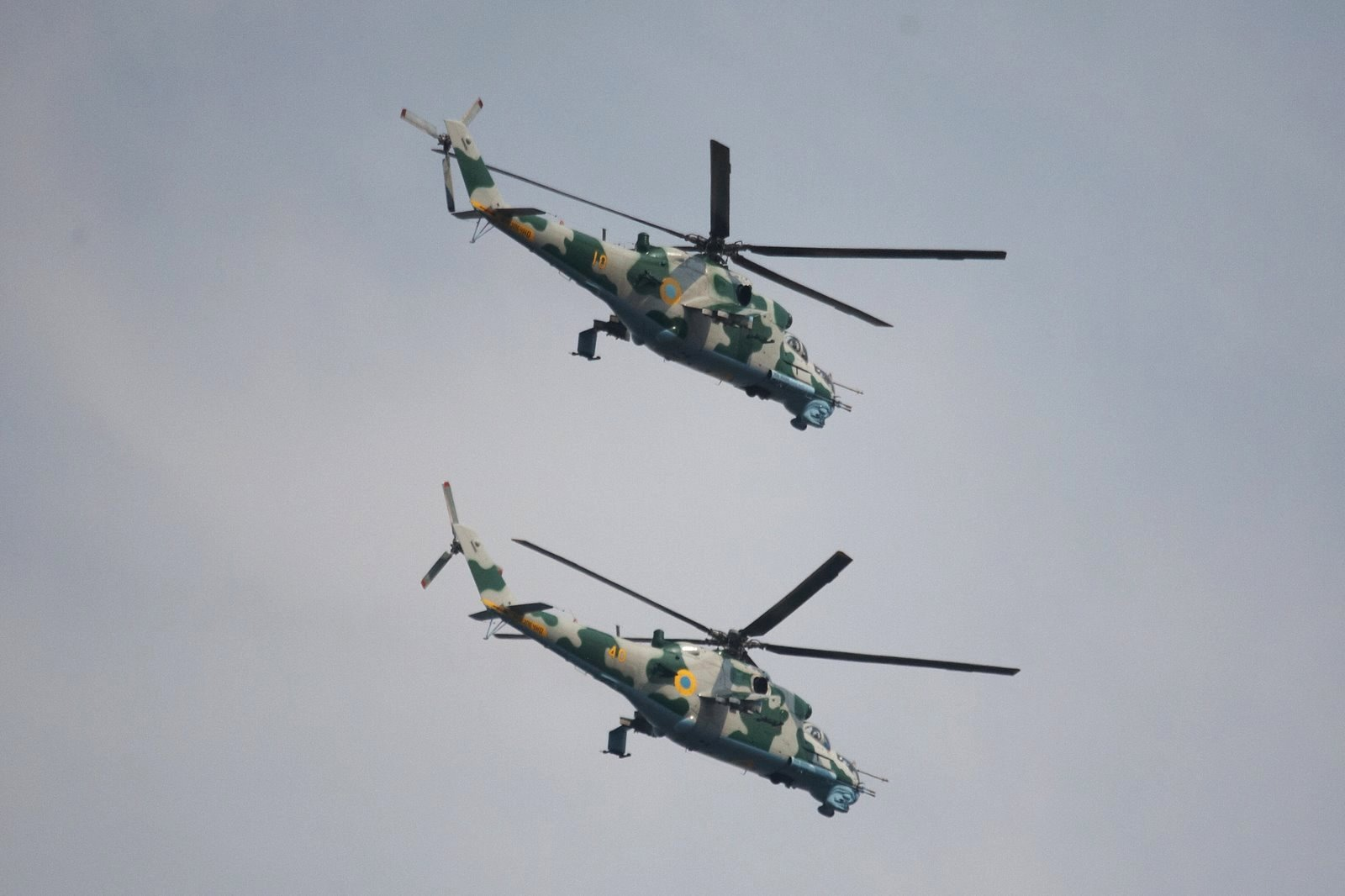
Una pareja de helicópteros Mi-24 ucranianos.

- Fuerza Aérea de Ucrania. 48 helicópteros.
- Fuerzas de Tierra de Ucrania. 42 helicópteros.

 Uganda
- Ala Aérea Fuerza de Defensa Popular de Uganda. De un total de 12 helicópteros recibidos, sólo permanece un ejemplar en servicio.[42]

 Uzbekistán
- Fuerza Aérea y Defensa Aérea Uzbeca. 51 helicópteros.

 Venezuela

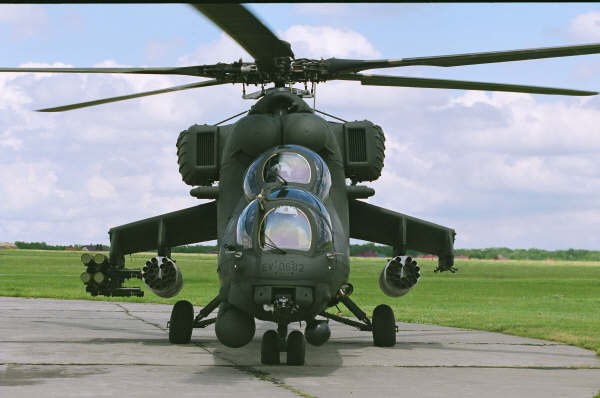
Mi-35M2 del Ejército Nacional de Venezuela

- Ejército Nacional de Venezuela. 10 Mi-35M2 "Caribe".[43][44]

 Vietnam
- Fuerza Aérea Popular Vietnamita. 30 helicópteros.[45]

 Yemen
- Fuerza Aérea Yemení. 14 Mi-24D y 8 Mi-35.

 Yibuti
- Fuerza Aérea de Yibuti. 3 helicópteros.[46]

 Zimbabue
- Fuerza Aérea de Zimbabue. 6 Mi-35.

### Antiguos operadores
Alemania
- Ejército Alemán. 51 helicópteros Mi-24 procedentes de Alemania Oriental que posteriormente fueron vendidos a Hungría (20), Polonia y al Ejército de los Estados Unidos (2).[47]

 Alemania Oriental
- La antigua Fuerza Aérea y Defensa Aérea del Ejército Popular Nacional de Alemania Oriental tenía en servicio 51 helicópteros Mi-24 en 1993, cuando tras la reunificación alemana fueron transferidos al actual Ejército Alemán.
 Brasil
  - Fuerza Aérea Brasileña. 12 Mi-35M comprados en diciembre de 2008, todos recibidos entre 2009 y 2014. Dados de baja a inicios del 2022.[48] Operaron bajo la designación AH-2 Sabre. Uno fue entregado al Museo Aeroespacial del Ejército del Aire, en Río de Janeiro y los otros 11 podrían ser vendidos.

 Camboya
- Real Fuerza Aérea CamboyanaUn Mi-24 iraquí capturado por la coalición durante la Operación Tormenta del Desierto. Marzo de 1991.

 Croacia

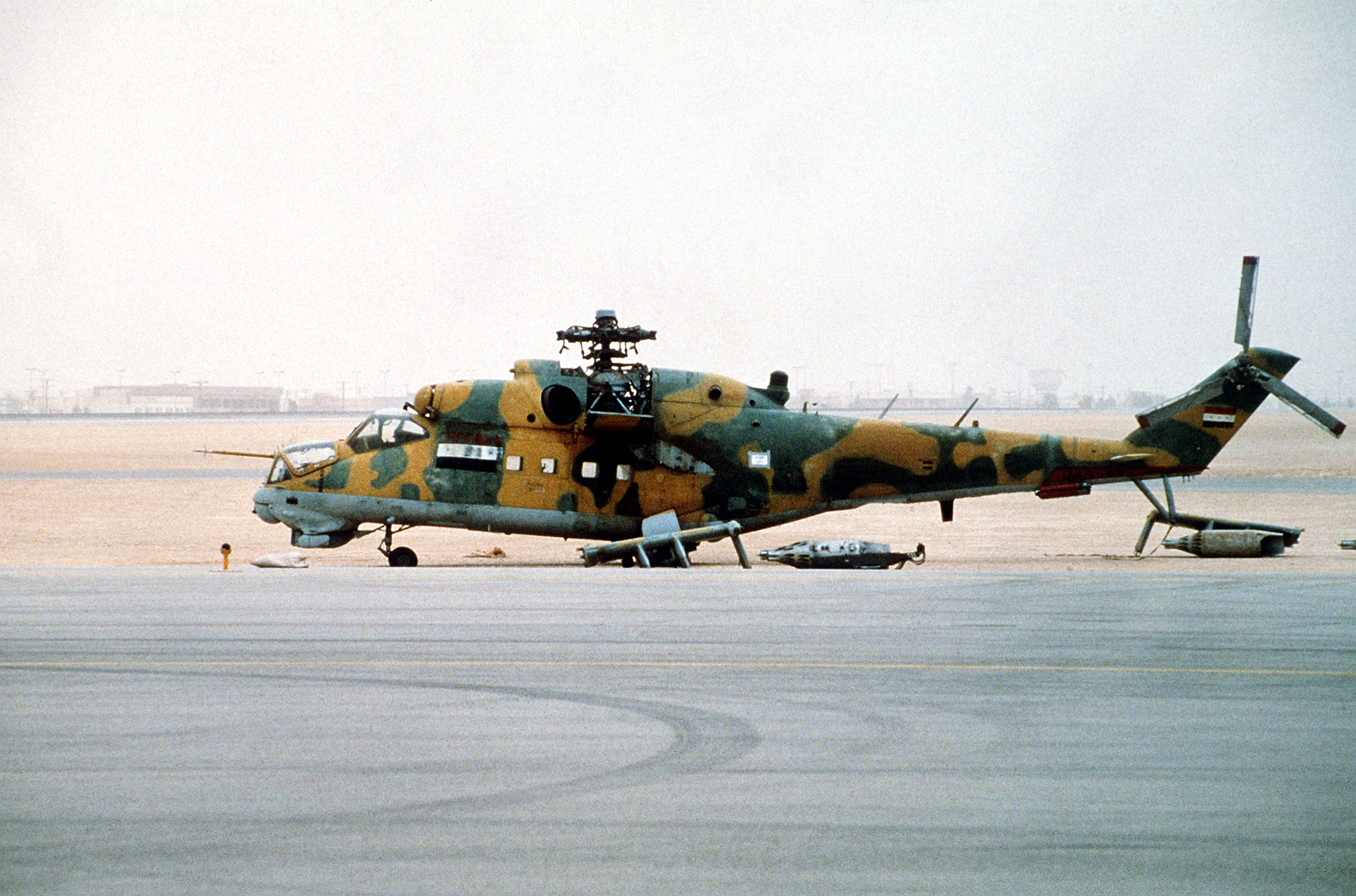
Un Mi-24 iraquí capturado por la coalición durante la Operación Tormenta del Desierto. Marzo de 1991.

- La Fuerza Aérea y Defensa Aérea Croata tuvo un total de 9 helicópteros Mi-24D/V en servicio y participaron con gran éxito en la Operación Tormenta. Los 2 Mi-24D, más antiguos, fueron retirados en 2002 quedando en servicio un escuadrón formado por 7 Mi-24V. El gobierno decidió retirar estos helicópteros en 2005 debido a los altos costes que tendría su modernización, 6 fueron puestos en venta a un precio de 83.000 dólares por aeronave, mientras el Mi-24V restante fue enviado a un museo. Como en Croacia no hubo un plan para incorporar un nuevo modelo de helicóptero de ataque para sustituir a los Mi-24, las misiones de apoyo a tierra que estos desempeñaban pasaron a ser asumidas por nuevos helicópteros artillados Mi-171. En 2007, Croacia estuvo a punto de vender los Mi-24 a Georgia pero tras la desaprobación de Vladímir Putin, la venta no se llevó a cabo para no dañar las relaciones con Rusia.

 Checoslovaquia
- Fuerza Aérea Checoslovaca. Todas las aeronaves de este tipo que poseía Checoslovaquia fueron transferidas a los estados sucesores, República Checa y Eslovaquia, tras la disolución de Checoslovaquia en 1993.

 Eslovaquia
- Fuerza Aérea Eslovaca. Los Mi-24D/V heredados de la antigua Fuerza Aérea Checoslovaca fueron retirados de servicio el 21 de septiembre de 2011 tras alcanzar el fin de su vida útil.

 Irak
- Fuerza Aérea Iraquí. Todos los helicópteros Mi-24 que poseía Irak quedaron destruidos o fuera de servicio después de todos los conflictos bélicos que sufrió el país desde la Guerra del Golfo hasta la Invasión de Irak de 2003.

 Kazajistán
- Removido del armamento.

 Nicaragua
- Fuerza Aérea del Ejército de Nicaragua. Vendidos a Perú en 1992, menos uno que se conserva expuesto en las instalaciones de la Fuerza Aérea de Nicaragua en Managua (Aeropuerto Internacional Augusto C. Sandino).

 Polonia
- Fuerza Aérea Polaca. La rama aérea de las Fuerzas Armadas de Polonia utilizó los Mi-24 desde 1976 hasta que el uso de este tipo de helicópteros fue transferido a las Fuerzas Terrestres.

 Serbia
- Fuerza Aérea y Defensa Aérea del Ejército Serbio. 2 Mi-24V retirados de servicio.[49]

 Sierra Leona
 Unión Soviética
- Las aeronaves que poseían las Fuerzas Aéreas Soviéticas y las unidades de aviación del Ejército Soviético fueron transferidas a los estados sucesores tras la disolución de la Unión Soviética en 1991.

## Accidentes e incidentes
- El 9 de noviembre de 2020 el ejército ruso dijo que uno de sus helicópteros Mi-24 había sido derribado sobre Armenia cerca de la frontera con una región perteneciente a Azerbaiyán, matando a dos miembros de la tripulación e hiriendo a otro, según los informes indican que el derribo se produjo por uno de los sistemas antiaéreos SAM. Por su parte Azerbaiyán admitió que accidentalmente derribó el helicóptero ruso, el ministro de Relaciones Exteriores del país indicó que ya se encuentran realizando las investigaciones para obtener una respuesta sobre lo sucedido ese día.[50]

## Historia operacional

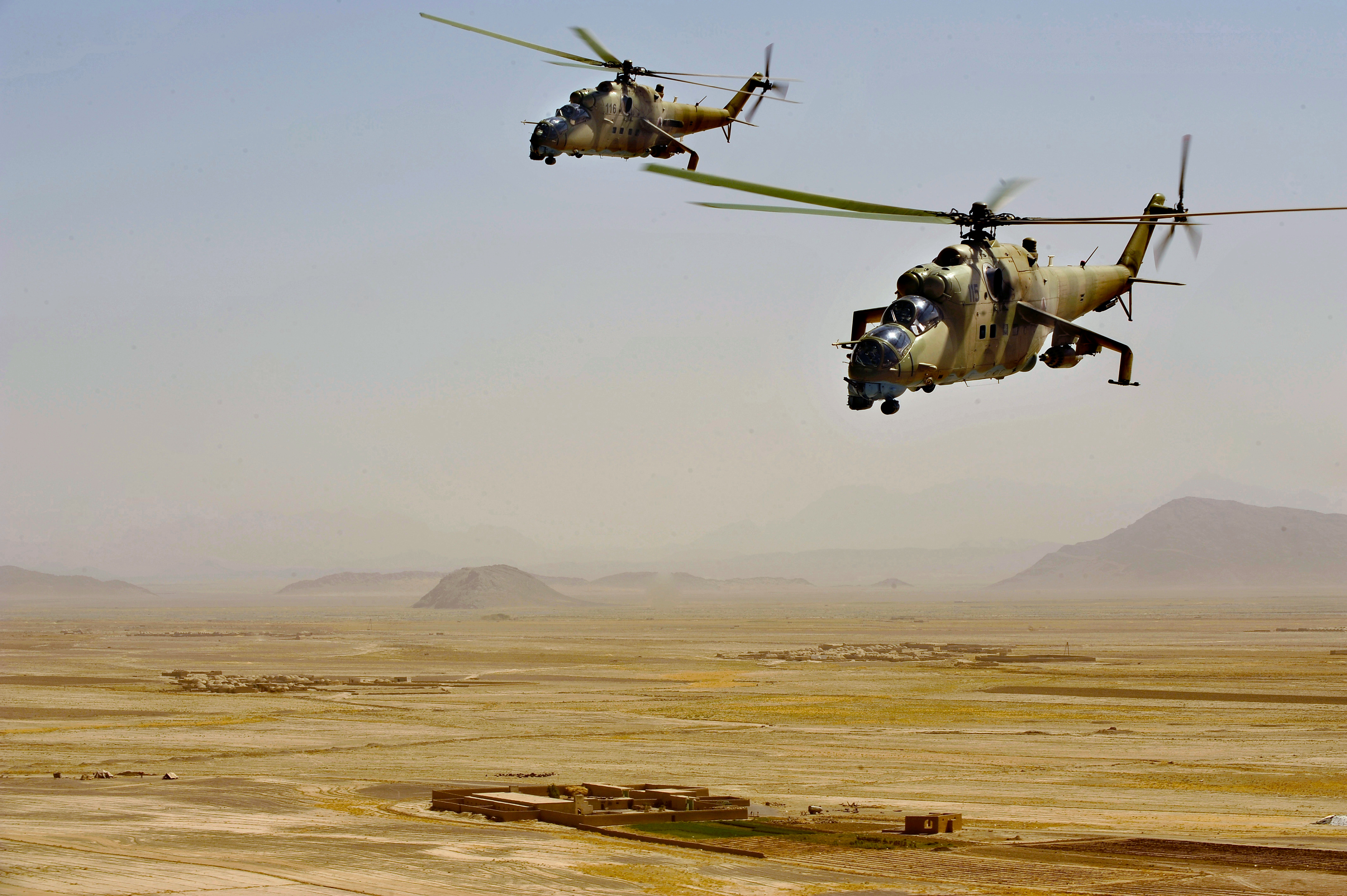
Helicópteros Mi-35 del Cuerpo Aéreo del Ejército Nacional Afgano volando en el sur de Afganistán en 2009.

El helicóptero fue utilizado intensamente durante la Guerra de Afganistán (1978-1992), principalmente para bombardear a los guerrilleros muyahidines. Este helicóptero estuvo a punto de ganar la Guerra de Afganistán al poder destruir grupos de guerrilleros casi sin sufrir daños ya que estaba blindado contra armas ligeras.
En 1982, ocurrió un caso único: Un Mi-24V sirio derribó dos cazas israelìes F-4 en el Valle de la Bekaa.
Estados Unidos suministró misiles termodirigidos Stinger a los muyahidines, y los Mi-8 y Mi-24 fueron los objetivos favoritos de los guerrilleros.
Pero a pesar de todo el Mi-24 demostró ser muy eficaz, ganándose el respeto tanto de pilotos soviéticos como de los propios muyahidines, que se dispersaban rápidamente cuando veían encenderse los cohetes que señalizaban la designación del objetivo. Los afganos apodaron al Mi-24 como el "Carro del Diablo" y solían decir «No tememos a los soviéticos. Tememos sus helicópteros».
La Fuerza Aérea Sandinista (FAS) de Nicaragua usó estos aparatos (en la versión Mi-25D) profusamente durante los años de lucha frente a las guerrillas de los "Contras", siendo esenciales en la operación "Danto" de 1988. Durante esta guerra, dos Mi-25D fueron derribados por misiles Stinger suministrados por EE. UU. a los Contras y uno desertó a Honduras, donde fue examinado por personal estadounidense, destacando que era una versión diferente a la que los soviéticos usaron en Afganistán.
El Mi-24 fue empleado por el Ejército iraquí durante la larga guerra que libró contra su vecino Irán. Su armamento pesado fue un factor clave en el severo daño que ejerció a las fuerzas de tierra iraníes. Esta guerra vio las únicas batallas de helicópteros en el aire en la historia, donde los Mi-24 iraquíes comabatían contra los AH-1J SeaCobras iraníes (suministrados por los Estados Unidos antes de la revolución iraní).
Durante la primera y segunda guerra chechena en la república rusa de Chechenia, los Mi-24 fueron empleados por las fuerzas armadas rusas. Como en Afganistán, sin embargo, los Mi-24 eran vulnerables y docenas de ellos fueron derribados o se estrellaron durante diversas operaciones militares. Una causa que contribuyó a estos choques fue el pobre mantenimiento dado a estos helicópteros envejecidos.[cita requerida]
Empleado en numerosas guerras en África: Congo, Costa de Marfil, Liberia, Angola, Eritrea, Sudán. Cuba los utilizó en la guerra de Etiopía contra la invasión de Somalia en 1978, y en la guerra de Angola, en el marco de la Operación Carlota.
En el conflicto del Cenepa, la fuerza aérea peruana utilizó sus Mi-25 con éxito (muchos de los cuales habían sido adquiridos a Nicaragua y ya habían participado en el conflicto de ese país) para aniquilar las posiciones adversarias que se encontraban en la zona del Alto Cenepa, llegando a perder 1 por el fuego de la artillería antiaérea ecuatoriana.

### Guerra Ruso-ucraniana
- Invasión rusa de Ucrania de 2022[52]

### Insurgencia narcoterrorista en Perú
- Insurgencia narcoterrorista en Perú[53]´

Es usado como helicóptero de asalto o como escolta de los Mi-17 de la Fuerza Aérea del Perú.

## Especificaciones
Referencia datos: Indian-Military.org

### Características generales
- Tripulación: 2-3 (piloto, oficial de sistemas de armas y un técnico opcional)
- Capacidad: 8 soldados o 4 camillas
- Longitud: 17,5 m
- Diámetro rotor principal: 17,3 m
- Envergadura: 6,5 m
- Altura: 6,5 m
- Área circular: 235 m²
- Peso vacío: 8.500 kg
- Peso máximo al despegue: 12.800 kg
- Planta motriz: 2× turboejes Isotov TV3-117.
  - Potencia: 1641 kW (2200 HP; 2231 CV) cada uno.

### Rendimiento
- Velocidad nunca excedida (Vne): 385,4 km/h
- Velocidad máxima operativa (Vno): 355 km/h (221 MPH; 192 kt)
- Alcance: 650 km (351 nmi; 404 mi)
- Techo de vuelo: 5800 m (19 029 ft)

### Armamento
- Ametralladoras: Ametralladora YakB de 12,7 mm en el morro de un Mi-24.Una configuración de armamento de un Mi-24W: contenedor UPK-23-250 con el doble cañón GSh-23L de 23 mm, lanzador UB-32 con 32 de cohetes S-5 de 55 mm y un par de misiles 9K114 Shturm.

  - Ametralladora rotativa Yakushev-Borzov YakB de 12,7 mm en una torreta móvil con una cinta de 1.470 cartuchos (en la mayoría de las variantes).
  - Ametralladoras PKT montadas en las ventanas del compartimento de pasajeros.

- Cañones: 

  - Cañón doble Gryazev-Shipunov GSh-30K de 30 mm en posición fija con 750 proyectiles (Mi-24P).
  - Cañón doble GSh-23L de 23 mm con 450 proyectiles (Mi-24VP y Mi-24VM).
- Puntos de anclaje: 6 pilones en las alas con una capacidad de 1500 kg (los pilones del interior soportan al menos 500 kg cada uno, los centrales 250 kg y los de punta alar sólo pueden portar misiles antitanque), para cargar una combinación de:  
  - Bombas: 

    - Bombas ZAB, FAB, RBK, ODAB etc. de hasta 500 kg.
    - Soportes múltiples MBD (por ejemplo MBD-4 con cuatro FAB-100).
    - Contenedores dispensadores de submuniciones y minas KGMU2V.

  - Cohetes: 

    - Hasta 4× lanzadores UB-32 con 32 de cohetes S-5 de 55 mm.
    - Cohetes S-24 de 240 mm.
    - B-8V20, versión aligerada para helicóptero del cohete S-8.

  - Misiles: 

    - Misiles antitanque:
      - 4× 9M17 Phalanga (en versiones Mi-24A-D) o 9K114 Shturm (en versiones Mi-24V-F) montados por parejas en los dos pilones de las punta alares.

  - Otros: 

    - Contenedor de armamento GUV-8700 con:
      - Una combinación de ametralladoras 1× Yak-B-12,7 mm + 2× GShG-7,62 mm
      - Un lanzagranadas automático AGS-17 de 30 mm.

    - Contenedor de armamento UPK-23-250 con el cañón doble GSh-23L de 23 mm

### Desarrollos relacionados
- Mil Mi-8
- Mil Mi-14
- Mil Mi-28

### Aeronaves similares
- Sikorsky S-67
- Sikorsky MH-60L Direct Action Penetrator (DAP)
- Sikorsky AH-60L Arpía III

### Listas relacionadas
- Anexo:Aeronaves más grandes